# 濱田啓介
濱田 啓介（はまだ けいすけ、1930年8月11日 - 2021年9月22日）は、日本の国文学者。京都大学名誉教授。専門は日本近世文学を中心とした日本文学。

## 人物
1930年、東京生まれ。京都大学文学部卒業。卒業後は大阪府立夕陽丘高等学校教諭、北野高等学校教諭、鹿児島大学講師、助教授を経て、1977年、京都大学教養部助教授、のちに教授。1992年同大学総合人間学部教授を経て、1994年、京都大学名誉教授。同年花園大学文学部教授（2001年3月まで）。1994年、『近世小説 営為と様式に関する私見』により第16回角川源義賞を受賞。1995年、京都大学文学博士。博士論文は「近世小説・営為と様式に関する私見 」。2021年9月22日、91歳で死去。
曲亭馬琴が専門だが、日本近世文学を中心に日本文学全般に通じており、『国文学概論』では上代から幕末までの日本古典文学を通観している。

## 著書
- 『近世小説・営為と様式に関する私見』 京都大学学術出版会、1993年12月
- 『近世文学・伝達と様式に関する私見』 京都大学学術出版会、2010年12月
- 『国文学概論』 京都大学学術出版会、2019年6月
- 『近世文学・作者と様式に関する私見』 京都大学学術出版会、2021年9月

校訂 ほか
- 『馬琴評答集解題』（天理図書館善本叢書 和書之部第十二巻） 天理大学出版部、1973年3月
- 『洒落本大成』全30巻、中央公論社、1978年9月～1988年11月。編集委員
- 『異素六帖 古今俄選 粋宇瑠璃 田舎芝居』（新日本古典文学大系82）岩波書店、1998年2月。共校注
- 『南総里見八犬伝』全12巻（新潮日本古典集成別巻）新潮社、2003年5月～2004年4月。校訂・解説